# Ronald Syme

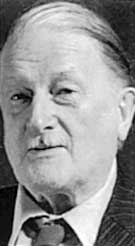
Ronald Syme

Sir Neville Ronald Syme OM, FBA (* 11. März 1903 in Eltham, Neuseeland; † 4. September 1989 in Oxford) war ein aus Neuseeland stammender Historiker. Bekannt wurde er durch sein Werk The Roman Revolution von 1939. Syme gilt als einer der bedeutendsten Althistoriker des 20. Jahrhunderts.

## Leben
Symes Vorfahren stammten ursprünglich aus Schottland, er selbst war jedoch seiner Heimat Neuseeland tief verbunden und gab auch seine neuseeländische Staatsbürgerschaft nie auf. Syme studierte zunächst ab 1921 Latein und Alte Geschichte, ab 1922 auch Griechisch am Victoria College, der heutigen Victoria University of Wellington, ab 1925 am Oriel College der University of Oxford, wo er drei Preise für Lateinische und Griechische Prosa und Dichtung erhielt. Ab 1929 lehrte er am dortigen Trinity College als Fellow und „Tutor in Ancient History“.
Im Zweiten Weltkrieg arbeitete Syme, da er neben einigen anderen Sprachen auch das Serbokroatische beherrschte, zunächst 1940–1941 für das britische Außenministerium an der Botschaft in Belgrad als Presseattaché. Nach der deutschen Besetzung Jugoslawiens im April 1941 ging er an die Botschaft in Ankara. An der Universität Istanbul war er daneben bis 1945 Professor für Klassische Philologie.
Durch den Erfolg von The Roman Revolution ab 1939 rasch bekannt geworden, wurde Syme 1949 an das Oxforder Brasenose College berufen, wo er als Camden Professor für Alte Geschichte Nachfolger von Hugh Last und Erbe des altehrwürdigen Lehrstuhls (seit 1622) wurde. Für 21 Jahre füllte er diese Position bis zu seiner Emeritierung 1970 aus, blieb aber als Extraordinary Fellow des Wolfson College in Oxford und bis zu seinem Tod wissenschaftlich aktiv. Symes engster Schüler Fergus Millar hatte von 1984 bis 2002 Symes früheren Lehrstuhl als Camden Professor inne.
Parallel zu seiner akademischen Tätigkeit engagierte sich Syme in der internationalen Wissenschaftsorganisation und amtierte von 1952 bis 1971 als Generalsekretär des Internationalen Rats für Philosophie und Humanwissenschaften, anschließend von 1971 bis 1975 als dessen Präsident.
Seit 1944 war Syme Mitglied (Fellow) der British Academy. 1959 wurde er zum Knight Bachelor geschlagen. Ebenfalls 1959 wurde er in die American Academy of Arts and Sciences sowie in die American Philosophical Society gewählt. Ab 1955 war er korrespondierendes Mitglied der Bayerischen Akademie der Wissenschaften und ab 1967 auswärtiges Mitglied der Académie des inscriptions et belles-lettres. 1959/1960 wurde Syme zum Sather Professor an der University of California at Berkeley ernannt.

## Werk
Syme verfasste mehrere Standardwerke und schrieb zahlreiche Artikel, so auch etwa mehrere Kapitel für die erste Auflage der Cambridge Ancient History. Sein bekanntestes Werk ist The Roman Revolution („Die Römische Revolution“, erschienen am 7. September 1939), in dem er den Weg des ersten römischen Kaisers Augustus nachzeichnete. Für Syme war Augustus ein kalkulierender Machtmensch, der die alte zerbröckelnde Republik zu Grabe trug, um unter einer scheinbar republikanischen Fassade eine Alleinherrschaft zu begründen – es galt zu wählen: Freiheit oder stabile Regierung. Dabei treten gewollte Parallelen zum Aufkommen totalitärer Systeme (wie des Faschismus oder der kommunistischen Diktatur in der Sowjetunion) in Symes Zeit offen zu Tage.
Für Syme, der eine mitreißende Prosa beherrschte, war der Historiker Tacitus maßgebend, sowohl in Hinblick auf den Stil als auch auf die offene und latente antimonarchische Kritik, die das Werk dieses antiken Geschichtsschreibers durchzieht (vgl. auch senatorische Geschichtsschreibung). Zugespitzt bedeutet dies: Syme schrieb gewissermaßen jene Abrechnung mit dem Prinzipat des Augustus, die Tacitus so nicht schreiben konnte. Daneben ist in seiner Römischen Revolution auch das Vorbild des Gaius Asinius Pollio greifbar, der ein heute verlorenes Geschichtswerk über diese Zeit verfasste und (wie Syme) seine Darstellung im Jahr 60 v. Chr. begann. Es wurde aber teilweise Kritik von Kollegen geäußert, die Syme mangelnde Distanz zu seinem Gegenstand vorwarfen, auch die Verwendbarkeit des Ausdrucks „Revolution“ wurde bezweifelt. Dennoch ist die Bedeutung des Werks in der Forschung heute allgemein anerkannt und wird auch nicht in Frage gestellt. Nicht zuletzt aufgrund der negativen Sichtweise auf Augustus wurde das Werk in Deutschland, wo man Caesar und Augustus lange Zeit eher als geniale „Führerpersönlichkeiten“ verstand, auch nach 1945 zunächst nur langsam rezipiert.
Der Schwerpunkt von Symes wissenschaftlicher Arbeit lag in der römischen Geschichte vom Ende der Republik bis zum 4. Jahrhundert n. Chr. Er beschäftigte sich in zahlreichen Büchern und Aufsätzen mit einigen für diese Zeit wichtigen Historikern, vor allem mit Tacitus, über den er ein bis heute wichtiges Standardwerk verfasste. In dieser Arbeit betont er die wichtige Rolle, die Provinzialrömer in der trajanischen Administration gespielt hätten (auch Syme selbst war ja ein homo novus aus der Provinz, in seinem Fall des Britischen Empire). Einen weiteren Schwerpunkt seiner Forschungen stellte die sehr umstrittene Historia Augusta dar; diesem spätantiken Werk widmete er insgesamt drei Bücher und zahlreiche Aufsätze, die später gesammelt herausgegeben wurden. Ferner beschäftigte er sich mit der Zusammensetzung und Entwicklung der senatorischen Führungsschicht des Imperiums. Er gilt als einer der wichtigsten Vertreter der Prosopographie (obwohl Arnaldo Momigliano dieses Vorgehen in seiner Rezension kritisierte), wobei er viel den Arbeiten Friedrich Münzers und Matthias Gelzers verdankte und diese „deutsche Methodik“ im englischsprachigen Raum verstärkt zur Geltung brachte.

„Wie Mommsen und Heuss war auch Ronald Syme der mächtige Magier, der sich den historischen Stoff ganz und gar angeeignet hatte und seine Herrschaft über ihn in dem Anspruch zum Ausdruck brachte, der Geschichte allgemeingültige Einsichten entnehmen zu können. […] Andererseits schloß sich Syme bei der Suche nach seinem Durchblick denkbar eng dem Interesse und dem Mit-Leiden der drei Geschichte schreibenden Aristokraten Pollio, Sallust und Tacitus an.“

## Schriften (Auswahl)
- The Roman Revolution. Clarendon Press, Oxford 1939.
  - Vgl. die grundlegend überarbeitete und erstmals vollständige Neuausgabe der deutschen Übersetzung von Friedrich Wilhelm Eschweiler und Hans Georg Degen; mit Literaturangaben zu Syme, einem Nachwort und einem Essay zu seinem Leben und Werk:
  - Die römische Revolution. Machtkämpfe im antiken Rom. Grundlegend revidierte und erstmals vollständige Neuausgabe. Herausgegeben von Christoph Selzer und Uwe Walter. Klett-Cotta, Stuttgart 2003, ISBN 3-608-94029-4.
- Tacitus. 2 Bände. Clarendon Press, Oxford 1958.
- Colonial élites. Rome, Spain and the Americas (= The Whidden lectures. Jahrgang 1958). Oxford University Press, London u. a. 1958.
- Sallust (= Sather Classical Lectures. Band 33, ZDB-ID 420164-4). University of California Press, Berkeley CA u. a. 1964 (In deutscher Sprache: Wissenschaftliche Buchgesellschaft, Darmstadt 1975, ISBN 3-534-04355-3).
- Ammianus and the Historia Augusta. Clarendon Press, Oxford 1968.
- Emperors and Biography. Studies in the Historia Augusta. Clarendon Press, Oxford u. a. 1971, ISBN 0-19-814357-5.
- Roman Papers. 7 Bände. Clarendon Press, Oxford 1979–1991 (wichtige Sammlung von Symes Aufsätzen).
- Historia Augusta Papers. Clarendon Press, Oxford u. a. 1983, ISBN 0-19-814853-4.
- The Augustan Aristocracy. Clarendon Press, Oxford 1986, ISBN 0-19-814859-3.